# 比较优势
比較優勢（Comparative advantage），也译比較利益或相對優勢，是经济学的基本概念，解釋了為何在拥有较低的机会成本的优势下生產，贸易对双方都有利。可分为静态比较优势和动态比较优势。當一方（一個人，一間公司，或一國）進行一項生產時所付出的機會成本比另一方低，這一方面擁有了進行這項生產的比较优势。
例如甲國和乙國都只生產衣服和食物，在同質的資源下，甲國生產一單位衣服的機會成本是二單位食物，而乙國生產一單位衣服的機會成本是三單位食物，根據比较优势理论，甲國享有生產衣服的比較優勢，便應該專業生產衣服，並出口乙，以換取食物。而乙國在生產食物上有比較優勢，意味它應該專業生產食物，並出口甲，以換取衣服。沒有任何一方在所有物品的生產上均享有比較優勢，所以比較優勢的本質是互利的。

## 绝对优势的不足
亚当·斯密提出了绝对优势解釋國際貿易，亚当·斯密将不同国家同种产品的成本进行直接比较，认为在某种产品上所花生產成本绝对地低就称之为具有“绝对优势”。只要有这种绝对成本优势，就应该发展这种产品的专业生产，并出口换回自己在生产上不占绝对优势的产品，贸易双方都从交易中获益。
大卫·李嘉图提出了相对优势，以改进绝对优势理论的一些不足。絕對優勢只考慮表面的生產力優勢，但比較優勢是考慮相對的優勢。如果一個國家在生產兩種物品上皆擁有絕對優勢，根據亚当斯密的看法，先進國家不會與落後國家貿易，因為邏輯上一個國家可以享有生產所有物品的絕對優勢。這個含意顯然與現實不符。李嘉图認為，這先進國家與落後國家仍然有機會貿易，並且可以從中互相得益。

## 比較優勢理論

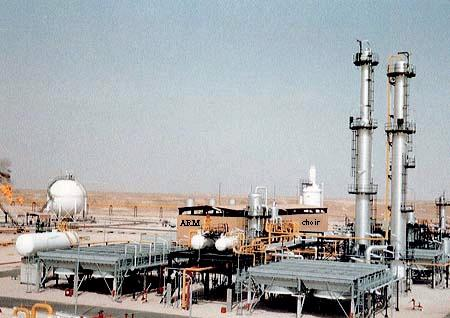
中東因盛產石油，在當地煉油製造全系列石化產品因而有比較優勢，這就是资源禀赋理论。

比较优势理论源于亚当·斯密的绝对优势理论。李嘉图发展了亚当·斯密的绝对优势理论，在《政治经济学及赋税原理》（1817）中，提出了著名的比较优势理论（Law of Comparative Advantage）。李嘉图所确定的比较优势理论的核心是：一个国家倘若专门生产自己相对优势较大的产品，并通过国际贸易换取自己不具有相对优势的产品就能获得利益。李嘉图的理论实际上说明在单一要素经济中，生产率的差异造成比较优势，而比较优势决定了生产模式。
伊莱·赫克歇尔把地域分工和贸易理论向前推进了一步，创立了资源禀赋理论。该理论认为，一国在密集使用其相对丰富和廉价要素的产品生产上具有比较优势，因而应专业化生产并出口这类产品。而进口那些密集使用了本国稀缺要素的产品，以获得比较利益。因此，各地能生产出价格相对低的財貨，则具有相对优势。